# Rieumes
Rieumes är en kommun i departementet Haute-Garonne i regionen Occitanien i södra Frankrike. Kommunen ligger i kantonen Rieumes som tillhör arrondissementet Muret. År 2022 hade Rieumes 3 564 invånare.

## Befolkningsutveckling
Antalet invånare i kommunen Rieumes
Referens:INSEE